# Здзіслав Криговський

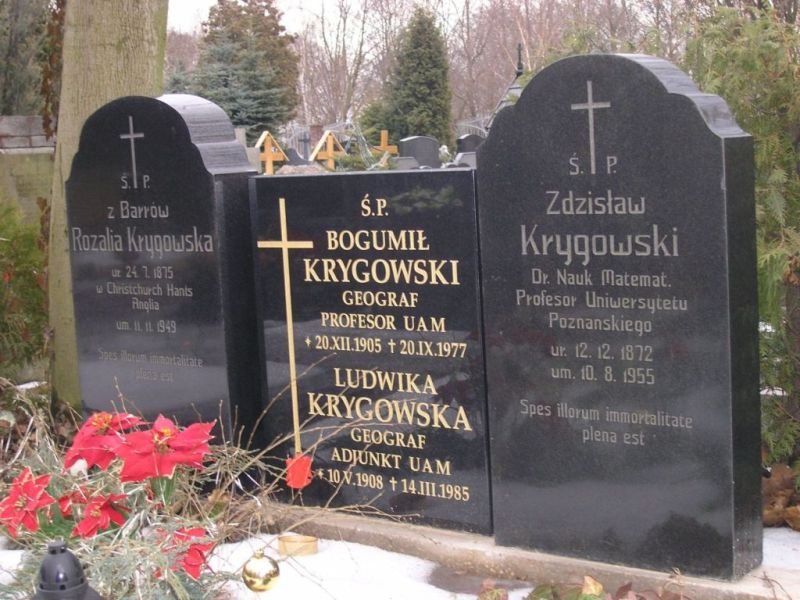
Сімейна могила Розалії, Боґуміла, Людвіки і Здзіслава Криґовських

Здзіслав Ян Евангелій Антоній Криґовський (пол. Zdzisław Jan Ewangeli Antoni Krygowski; 22 грудня 1872, Львів — 10 серпня 1955, Познань) — польський математик, ініціатор криптологічних досліджень з Енігми, ректор Львівської політехніки.

## Сім'я
- Був сином Антонія Криґовського (1824—1904), за освітою був математиком і фізиком, відмінним педагогом, професором гімназій у Тернополі, Тарнові та Львові, а у 1876—1887 роках очолив гімназію у Вадовицях.
- Відвідував гімназію у Вадовицях (I—V кл. До 1882 р.), а потім вступив до ліцею Собєського в Кракові, 1882—1887 рр.

## Краків
- У 1890 р.  розпочав навчання на факультеті філософії Ягеллонського університету. Під час навчання слухав лекції М. Баранецького, Л. Біркенмаєра, Ф. Карлінського, під керівництвом якого працював 3 роки (з 1890 по 1893) в астрономічній обсерваторії у Кракові.

Брав участь у семінарі під керівництвом М. А. Баранецького і Ф. Карлінського.
- У 1893 році разом з Т. Лопушнянським він заснував математичний гурток студентів Ягеллонського університету.
- У 1895 році склав іспит на вчителя математики та фізики.
- 13 листопада 1895 року отримав звання доктора, на підставі дисертації «Загальні твердження Гріна».
- 1895—1896 рр. отримав наукову стипендію в Берліні, працював під керівництвом Лазаруса Емануїла Фукса та Германа Амандуса Шварца.
- З 1896 по 1898 рр. працював у Парижі (Паризький Університет- факультет наук) під керівництвом Павла Еміля Апеля та Еміля Пікарда, з якими він товаришував.

Опублікував близько 30 робіт з еліптичних та гіпереліптичних функцій та їх інтегралів у польських та французьких журналах («Математично-фізичні праці», «Математичний твір», «Comptes rendus de l'Académie des Sciences de Paris», «Bulletin de la Société Mathematique de Francé») серед інших. «Розвиток функції Z (n) у тригонометричному ряді» («Робота Познанського товариства друзів науки» 1922 р.).
- У серпні 1889 року призначений асистентом з математики та фізики в Краківському університеті.

## Перемишль
- 1899—1901 рр. учитель у гімназії в Перемишлі.

## Львів
- 1901 р. призначений професором математики на факультеті хімії та архітектури Львівської політехніки, одночасно читав лекції з математики та фізики. Працював до 1908 року, з короткою перервою з 1906—1907 рр., коли був змушений виїхати до Парижа, де працював над дисертацією.
- 1908 р. опублікував роботу «Сучасний розвиток гіпереліплікації та тригонометрії» («Математична і фізична робота» 1908 р.).
- 31 жовтня 1908 р. призначений професором математики Львівської політехніки.
- 13 грудня 1908 р. перейшов на кафедру математики після трагічної смерті професора Станіслава Кемпінського.
- з 1 листопада 1909 р. заслужений професор.
- У 1913—1915 роках був деканом факультету водного господарства Львівської політехніки.
- 1917—1918 рр. ректор цього університету.

Окрім робіт, опублікованих на той час у журналах, працював над такими працями:
- «Елемент вищої математики» (літографічний курс)
- «Математичні лекції» (частина 1 «Диференціальне обчислення та теорія рядів» видана студентами Львівської політехніки).

## Познань
- 1919 р. при заснуванні Познанського університету призначений завідувачем кафедри математики.

Організував семінар, присвячений аналітичним функціям, які він очолював 19 років. У 1919 році був призначений заступником голови першої екзаменаційної комісії в Познані для кандидатів на вчителя.

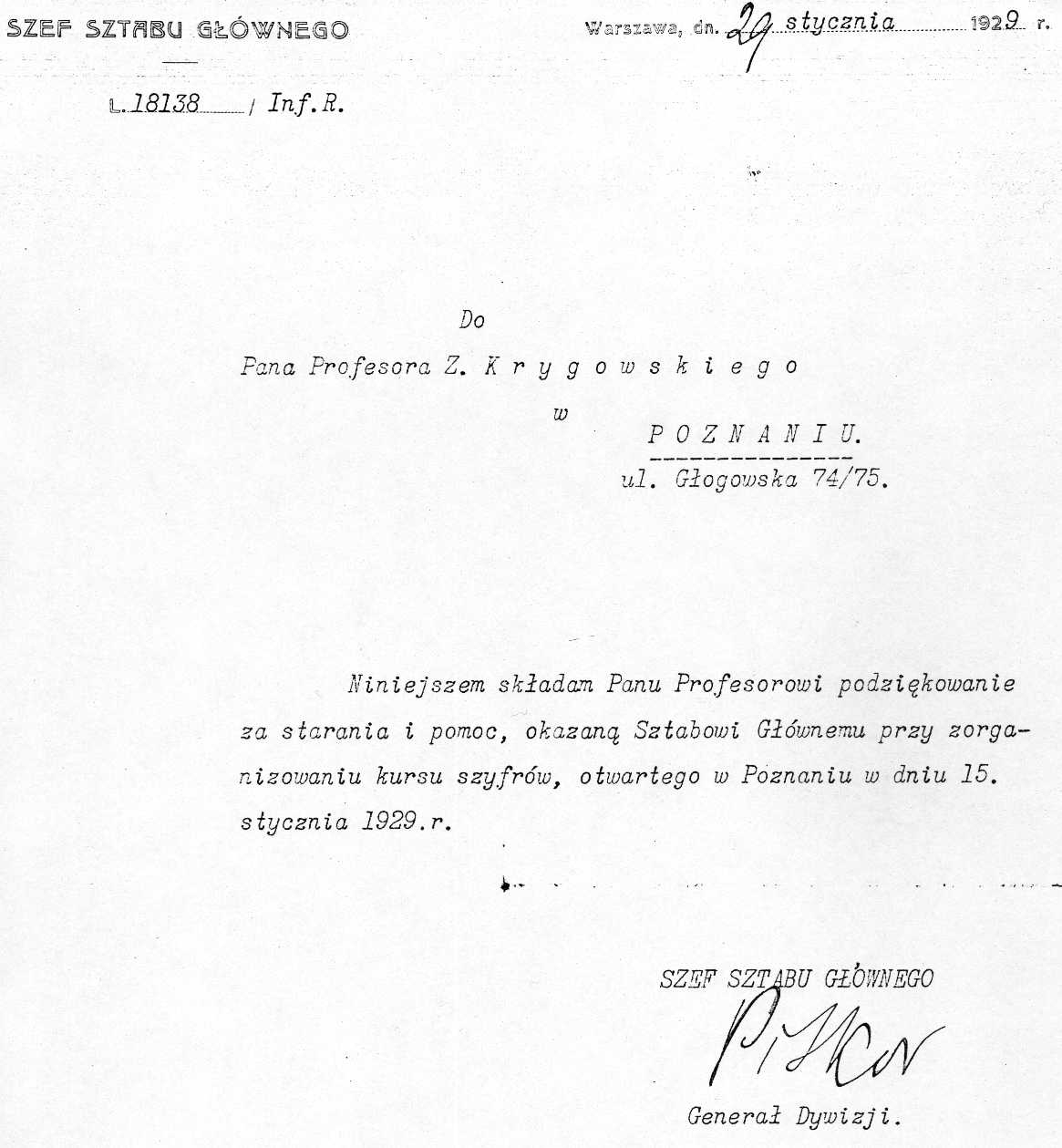
Фотокопія подяки з підписом генерала Піскора, начальника головного штабу РГ

- у 1920—1921 роках декан філософського факультету
- в 1919—1920 і 1934—1936 рр.проректор Познанського університету.
- 29 січня 1929 отримує від ген. Тадеуша Піскора подяку від польських збройних сил за допомогу в розробці секретних кодів серед студентів третього і четвертого курсу. Створивши серед своїх студентів групу з понад двадцяти чоловік. Навчання складалося з основ криптології та відділу математичного аналізу (перестановки, ймовірності тощо). Були проведені спеціалізовані заняття та лекції. Наприкінці 1929 року була проведена систематизована робота з розшифрування коду німецької системи «Енігма». Три найбільш талановиті криптологи були переведені в столицю. Це були Маріан Реєвський, Генрик Зигальський та Єжи Ружицький — найталановитіші студенти професора Криґовського.

До початку війни жив у Познані на вул. Фоша, 54. Під час війни він втратив все своє майно, включаючи безцінну бібліотеку близько 3000 книг. Після депортації залишився в Кракові. Після звільнення читав лекції у новоствореному Краківському технологічному університеті.
- 1946—1955 рр. повернувся до Познанського університету як звичайний професор за контрактом, читав лекції майже до останнього моменту життя, аж до квітня 1955 р.

У 1946 році працював у відділі фізіології Познанського університету, разом з професором Стефаном Домбровським працював над дифузією тіл у рідині.
Криґовський був президентом Львівського відділення Польського математичного товариства та Познанського відділення цієї організації. У 1926 році він був президентом організації.
Цікавився музикою, особливо Шопеном.
Здзіслав Криґовський помер 10 серпня 1955 року о 5 годині вечора. Похорон відбувся в Познані 13 серпня 1955, похований на парафіяльному цвинтарі св. Івана Віанея в Познані.

## Відзнаки та нагороди
- Командор ордена Відродження Польщі (1918)
- Офіцер ордена Відродження Польщі
- Офіцерський хрест французького ордена Почесного легіону (27 квітня 1936)
- Орден Академічних пальм.